# Каліфорніе (Гелдерланд)
Каліфорніе (нід. Californië) — селище в нідерландській провінції Гелдерланд. Входить до муніципалітету Масдріл.
Перша згадка про населений пункт датується 1867 роком. Його назва відповідає назві американської Каліфорнії нідерландською мовою і отримана на честь однойменного трактиру, що існував у цій місцевості щонайменше з 1852 року.
Наразі у селищі нараховується близько 25 будинків.